# 미크로네시아어군
미크로네시아어군(영어: Micronesian languages)은 20개의 오세아니아어군 언어들이 이루는 어군이다. 미크로네시아어군 언어들은 단순한 순음이 없고 대신 구개음화된 계열과 순연구개음화된 계열의 두 가지 순음이 존재하는 것으로 유명하다.

## 분류
Lynch, Ross & Crowley (2002)에 따르면, 미크로네시아어군은 다시 다음과 같이 나뉜다.
- 나우루어
- 핵심 미크로네시아어군
  - 코스라에어
  - 중앙미크로네시아어군
    - 키리바시어
    - 서미크로네시아어군
      - 마셜어
      - 추크폰페이어군
        - 추크어군
        - 폰페이어군

미크로네시아어군은 코스라에섬으로 추정되는 동쪽에서 기원하여 서쪽으로 퍼져나간 것으로 보인다. 코스라에섬은 남쪽의 바누아투 북부 지역에서 이주 정착된 것으로 보인다.